# Kiplin Doriga
Kiplin Doriga (* 18. Oktober 1995 in Papua-Neuguinea) ist ein papua-neuguineischer Cricketspieler, der seit 2017 für die papua-neuguineanische Nationalmannschaft spielt.

## Aktive Karriere
Dorida gab sein ODI im November 2017 gegen Schottland. Einen Monat darauf erzielte er ein Fifty über 89* Runs gegen Hongkong. Er war Teil des papua-neuguineischen Teams beim ICC Men’s T20 World Cup 2021 und erzielte dort als beste Leistung 46* Runs gegen Bangladesch. Im November erreichte er bei einem Drei-Nationen-Turnier in Namibia gegen den Namibia ein Fifty über 50 Runs. Im weiteren Verlauf der Saison gelang ihm ein weiteres Fifty über 55 Runs gegen die Vereinigten Arabischen Emirate bei einem Drei-Nationen-Turnier in Nepal. Ein weiteres Fifty (73 Runs) gegen die Vereinigten Arabischen Emirate konnte er beim ICC Cricket World Cup Qualifier Play-off 2023 erreichen. Im Jahr darauf wurde er für den Kader für den ICC Men’s T20 World Cup 2024 nominiert.